# 坂本春猪
坂本 春猪（さかもと はるい） / 三好 登美（みよし とみ、天保14年12月14日（1844年2月2日） - 大正4年（1915年）7月22日）は、江戸時代末期（幕末）から大正時代にかけての女性。坂本清次郎（三好清明）の妻。坂本権平の長女、母は川原塚堅作の娘の千野。
文久3年（1863年）、土佐藩士鎌田実清の次男で父のはとこに当たる清次郎を婿に迎える。清次郎との間には、元治元年（1864年）に長女・鶴井（後に坂本直寛の妻となる）、慶応元年（1865年）には次女・兎美を産んでいる。その後、夫の清次郎が三好賜（後に清明）と改名するにあたって自身も三好登美と改名する。その後は三好家の長男・譲、長女・亀代をもうけた。夫の死後は、血縁上は従弟で鶴井の嫁ぎ先で義弟でもある坂本直寛を頼って札幌へ赴くも、後に高知へ帰り、亀代の嫁ぎ先である楠瀬済の家で晩年を過ごした。
なお、叔父である坂本龍馬とは歳が8つしか離れていなかったためか、兄妹のように懇意な間柄であったという。

## 登場作品
漫画
- 『お～い!竜馬』（原作:武田鉄矢、漫画:小山ゆう）
- 『竜馬がゆく』（原作:司馬遼太郎、漫画:鈴ノ木ユウ）

## 坂本春猪を演じた人物
テレビドラマ
- 二木てるみ - 『竜馬がゆく』(1968年、NHK大河ドラマ)
- 松本友里 - 『坂本龍馬 (テレビドラマ)』（1989年、TBS大型時代劇スペシャル）
- 藤本美貴 - 『竜馬がゆく』（2004年1月2日、テレビ東京の新春ワイド時代劇枠）
- 前田敦子 - 『龍馬伝』（2010年、NHK大河ドラマ）
- 松元環季 - 『龍馬伝』で少女時代を演じた。

テレビアニメ
- 高山みなみ - 『お〜い!竜馬』（1992年 - 1993年、NHK総合テレビ）